# Elfenlied
Elfenlied ("Canzone degli elfi") è un poema tedesco scritto da Eduard Mörike da cui è stata poi adattata una canzone da Hugo Wolf.

## Testo

### Tedesco originale
Bei Nacht im Dorf der Wächter rief: Elfe!
Ein ganz kleines Elfchen im Walde schlief 
wohl um die Elfe!
Und meint, es rief ihm aus dem Tal
bei seinem Namen die Nachtigall,
 oder Silpelit hätt' ihm gerufen.
Reibt sich der Elf' die Augen aus,
begibt sich vor sein Schneckenhaus
und ist als wie ein trunken Mann,
sein Schläflein war nicht voll getan,
und humpelt also tippe tapp
durch's Haselholz in's Tal hinab,
schlupft an der Mauer hin so dicht,
da sitzt der Glühwurm Licht an Licht.
Was sind das helle Fensterlein?
Da drin wird eine Hochzeit sein:
die Kleinen sitzen bei'm Mahle,
und treiben's in dem Saale.
Da guck' ich wohl ein wenig 'nein!«
Pfui, stößt den Kopf an harten Stein!
Elfe, gelt, du hast genug?
Gukuk!

### Traduzione italiana
Di notte, nel villaggio, il guardiano urlò: folletto!
Un piccolissimo folletto era addormentato nel bosco
-Sono circa le undici!-
e pensa che l'usignolo l'abbia chiamato per nome, dalla valle,
o che Silpelit abbia chiesto di lui.
Quindi il folletto si strofina gli occhi,
viene fuori dalla sua casa a guscio di lumaca,
ed è come un ubriaco, il suo pisolino non era finito;
e zoppicando scende giù, tip tap,
attraverso il bosco di noccioli nella valle,
si arrampica sul muro;
là siede la lucciola, luce su luce.
“Cosa sono quelle finestre illuminate? Ci deve essere un matrimonio lì;
le piccole persone sono alla festa,
e scherzano nella sala da ballo.
Dunque, darò solo una sbirciatina!” Vergogna!
Sbatte la testa su una dura pietra!
Bene, folletto, ne hai avuto abbastanza, o no? Cucù!